# Suvi-Anne Siimes
Suvi-Anne Siimes (ur. 1 czerwca 1963 w Helsinkach) – fińska polityk, w latach 1998–2006 przewodnicząca Sojuszu Lewicy, posłanka do Eduskunty, minister w rządach Paava Lipponena.

## Życiorys
Absolwentka nauk politycznych, kształciła się na Uniwersytecie Helsińskim. Zaangażowała się w działalność polityczną w ramach Sojuszu Lewicy. W latach 1993–1998 była radną miejscowości Pohja i członkinią zarządu miasta. W drugiej połowie lat 90. wchodziła w skład Komitetu Regionów. Od 1998 do 2006 stała na czele swojego ugrupowania.
We wrześniu 1998 dołączyła do rządu Paava Lipponena jako minister w ministerstwie edukacji (odpowiadający za kulturę). Od kwietnia 1999 do kwietnia 2003 w jego drugim gabinecie była ministrem w resortach finansów i środowiska, a od maja 2002 również ministrem w ministerstwie spraw zagranicznych. W latach 1999–2007 przez dwie kadencje sprawowała mandat posłanki do Eduskunty.
Odeszła z funkcji partyjnych po sporach wewnątrz ugrupowania, rezygnując następnie z członkostwa w Sojusz Lewicy. W 2006 została dyrektorem zarządzającym fińskiej organizacji gospodarczej działającej w przemyśle farmaceutycznym (z kadencją od 2007). W 2011 powołano ją na przewodniczącą rady Veikkaus, państwowego przedsiębiorstwa odpowiedzialnego za loterię; funkcję tę pełniła do 2016.